# San Rafael de Onoto
San Rafael de Onoto is een gemeente in de Venezolaanse staat Portuguesa. De gemeente telt 19.600 inwoners. De hoofdplaats is San Rafael de Onoto.